# Shōjo
Cet article concerne la bande dessinée. Pour la créature du folklore japonais, voir Shōjō.

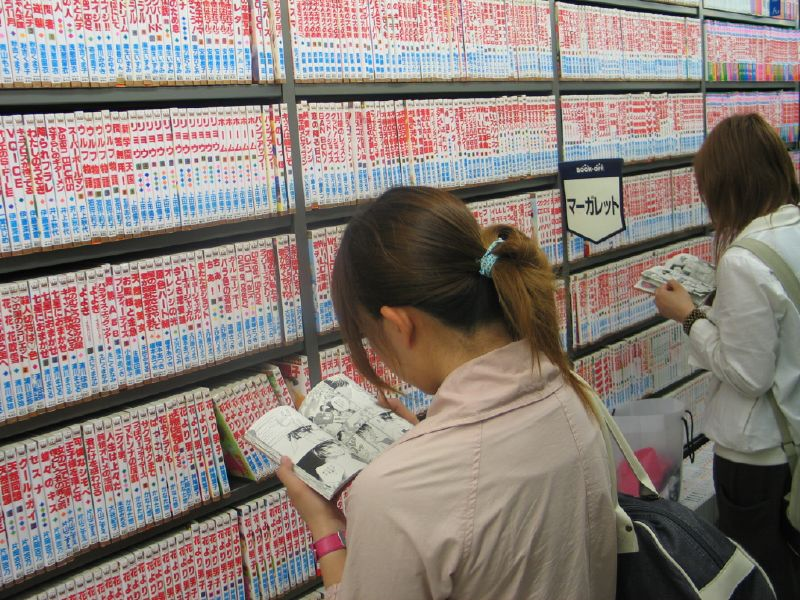
Rayonnage de shōjo mangas de la collection Margaret Comics, dans une librairie japonaise en 2004.

Le shōjo manga (少女漫画, litt. « bande dessinée pour fille ») est une catégorie éditoriale du manga, aussi parfois qualifié de « genre », qui cible un public féminin, adolescent ou jeune adulte. Elle est avec le shōnen manga et le seinen manga, l'une des trois principales catégories éditoriales du manga. Le shōjo manga est traditionnellement publié dans des magazines de prépublication de manga dédiés, qui peuvent se spécialiser sur une tranche d'âge du lectorat ou sur un genre narratif.
En dehors de son lectorat cible, il n'y a pas de définition stricte de ce que peut être le shōjo manga, mais il existe des codes esthétiques, visuels et narratifs qui lui sont associés et qui évoluent dans le temps, bien qu'aucun ne soit strictement exclusif ni systématique au shōjo. De même la plupart des genres narratifs (science-fiction, policier, etc.) sont couverts par la catégorie, mais certains sont plus significatifs que d'autres, tels que la romance ou l'horreur.
Le shōjo manga plonge ses racines dans la culture shōjo, pour filles, de la première moitié du xxe siècle, que ce soit avec la littérature du shōjo shōsetsu, du théâtre de la revue Takarazuka ou des illustrations de la peinture lyrique. Alors balbutiant lors de cette première moitié de siècle, il se développe grandement à partir des années 1960 et devient l'une des pierres angulaires de la culture shōjo. Le développement et la diversification de cette catégorie éditoriale fait émerger d'autres catégories dérivées du shōjo manga, avec notamment le ladies' comics pour les femmes adultes, le boys' love manga centré sur les relations gay ainsi que le teens' love manga centré sur le contenu érotique pour filles et femmes.

## Définition

### Lashōjo

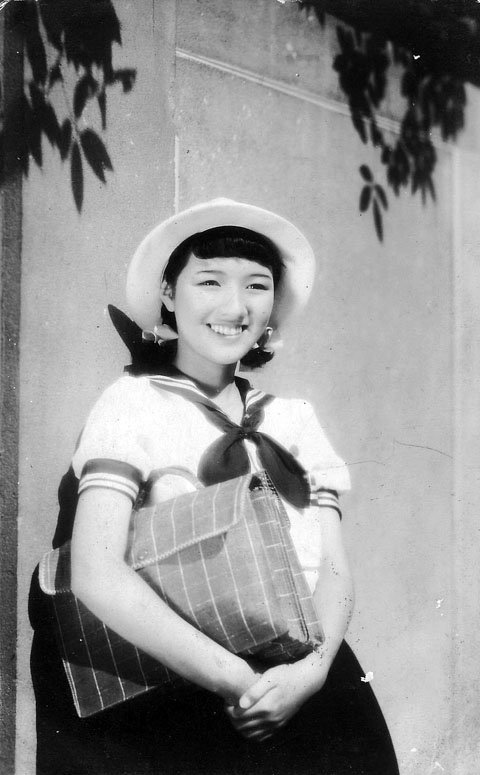
Hideko Takamine en 1939, interprétant une shōjo vêtue de son sailor fuku typique, dans le film Hana tsumi nikki, adaptation d'une nouvelle shōjo de Nobuko Yoshiya.

Le mot japonais shōjo peut être approximativement traduit en français par le mot « fille », pour autant en japonais une fille est généralement désignée par l'expression onna no ko, et rarement par le terme shōjo. La shōjo réfère plutôt à une classe sociale qui est apparue lors de l'ère Meiji (1868-1912) pour qualifier les filles et femmes situées entre l'enfance et le mariage, ce qui concerne principalement les adolescentes  scolarisées dans les établissements d'enseignement secondaire d'une part, auxquelles est associé une image « d'innocence, de pureté et de mignon », et d'autre part les jeunes femmes moga, qui ne sont pas mariées et préfèrent travailler, auxquelles est associé une image plus sulfureuse.
Après la Seconde Guerre mondiale le concept de shōjo reste associé à une image d'innocence et de femmes non-mariées, mais se teinte d'une forte connotation consumériste avec le développement d'une très importante catégorie marketing dédiée aux shōjo dans les années 1980 et 1990, cependant que les modes que sont la gyaru et la kogyaru, réputées tapageuses et enclines à la promiscuité sexuelle, remplacent les moga dans leur caractère sulfureux,,.

### Leshōjomanga
Définir précisément le shōjo manga n'est pas aisé. Les styles graphiques varient selon les auteurs et les genres sont multiples. La définition la plus souvent adoptée est liée au lectorat. En effet, le marché du manga au Japon est segmenté en fonction du lectorat cible, caractérisé par un genre (féminin/masculin) et un âge ; le shōjo manga est ainsi l'un des principaux segments du manga et s'adresse donc aux personnes qui se reconnaissent dans cette image de shōjo, typiquement des filles adolescentes et femmes jeunes adultes, et de façon plus marginale certains hommes ainsi que des femmes bien plus âgées.
Les shōjo mangas sont traditionnellement publiés dans les magazines dédiés au lectorat shōjo, qui sont apparus au début du xxe siècle et se sont développés et diversifiés avec le temps. Ces magazines publient divers types d'histoires en fonction des époques, du moment qu'elles « plaisent aux filles », un invariant au fil des décennies reste cependant l'intérêt pour les relations humaines et les émotions qui les accompagnent. Toutefois, d'autres personnes comme Kayoko Kuramochi, conservateur au Musée international du manga de Kyoto ou l'universitaire Masuko Honda mettent plus en avant des éléments graphiques qui leur semblent représentatifs du shōjo : une figuration d'un imaginaire propre aux lectrices fait de fleurs, de rubans et de robes qui voltigent, de jeunes filles aux grands yeux étincelants et de mots qui s'enchaînent sur la page ; ce que Honda décrit par l'onomatopée hirahira. Cette définition permettrait ainsi de rendre compte des œuvres disponibles sur internet qui sortent des limites de l'offre éditoriale mais restent perçues comme des shōjo.

## Histoire

### 1900-1945: les prémices dushōjomanga

#### Début de la cultureshōjo
Lors de l'ère Meiji (1868-1912) le marché de l'édition de magazines est en plein essor ; les magazines pour adolescents, dits shōnen, se développent et proposent en théorie du contenu aussi bien pour les garçons que les filles, mais en pratique ces magazines contiennent en grande partie du contenu en lien avec les centres d'intérêt des garçons, et peu avec ceux des filles. Face à la demande croissante du lectorat, des premiers magazines shōjo, spécialement pour les filles, voient le jour, faisant des titres shōnen des magazines pour garçons.

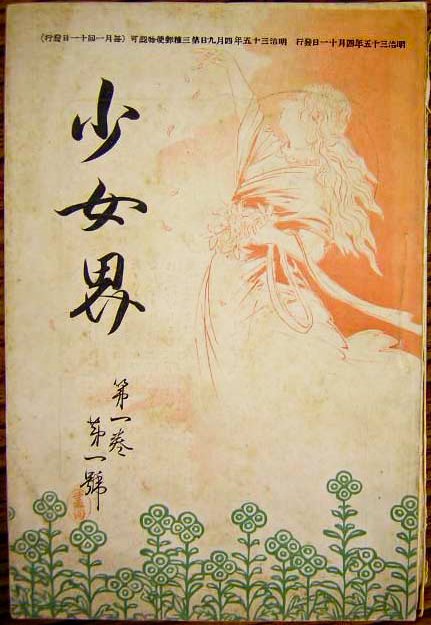
Couverture du premier numéro du Shōjo-kai en 1902.

Ainsi, les premiers magazines dédiés exclusivement aux shōjo apparaissent en 1902 avec la création du Shōjo-kai, puis Shōjo Sekai en 1906, Shōjo no tomo en 1908, Shōjo gahō en 1912 et enfin Shōjo Club en 1923. Cependant, les mangas restent sous-représentés dans ces magazines avec tout au plus quelques pages leur étant dédiées, laissant la place majoritairement au shōjo shōsetsu, constitué de romans et poèmes abondamment illustrés. 
Ces histoires illustrées ont malgré tout une place importante dans la mise en place de la culture shōjo, et par extension du shōjo manga. En effet, elles posent les bases des thèmes récurrents aux shōjo mangas à venir, en proposant aux jeunes Japonaises des histoires « d'amour et d'amitié ». En tête des autrices emblématiques de cette époque, on retrouve notamment Nobuko Yoshiya et son récit Hana monogatari ; cette romancière est réputée pour ses histoires esu, centrées sur les amitiés romantiques entre filles et femmes. Par ailleurs, les racines graphiques du shōjo manga puisent leurs origines dans les illustrations de ces magazines, avec notamment le travail des peintres lyriques Yumeji Takehisa, Kashō Takabatake et Jun'ichi Nakahara, façonnant des personnages féminins avec des corps fins et des vêtements à la mode ainsi que de grands yeux, particulièrement chez Nakahara,.

#### Les premiersshōjomangas

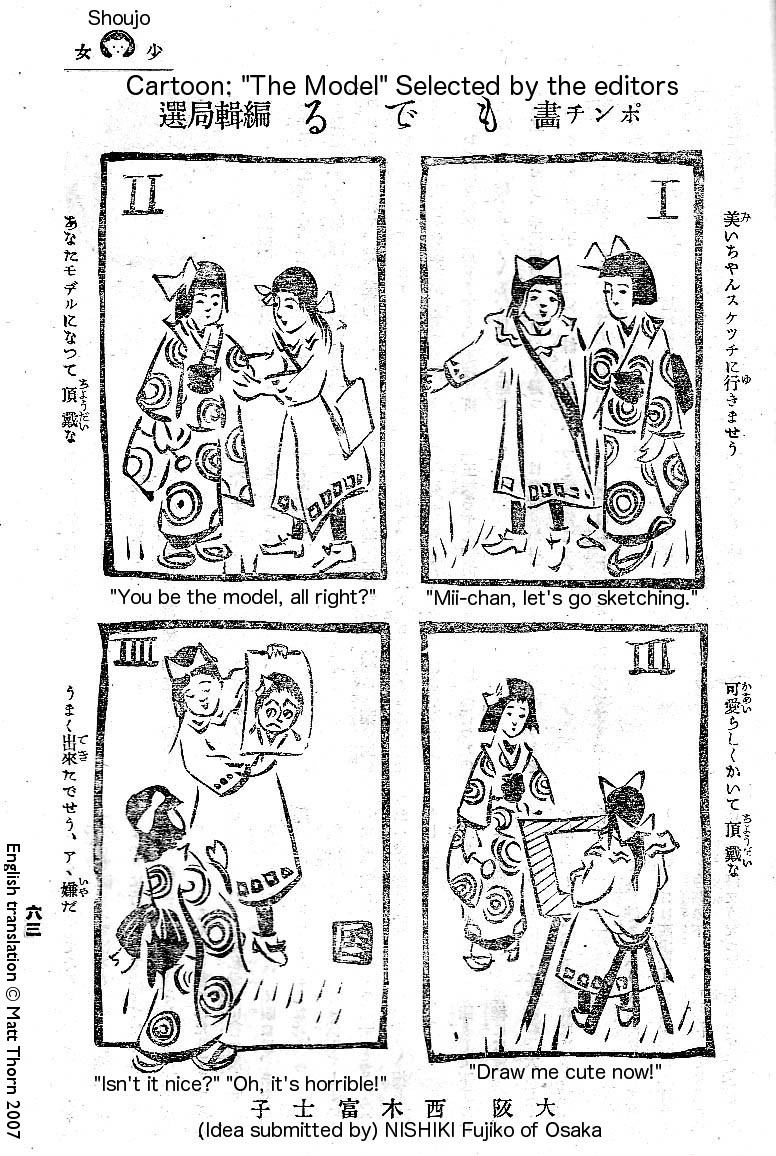
par Fujiko Nishiki, un manga en quatre cases publié dans le numéro de novembre 1910 du Shōjo.

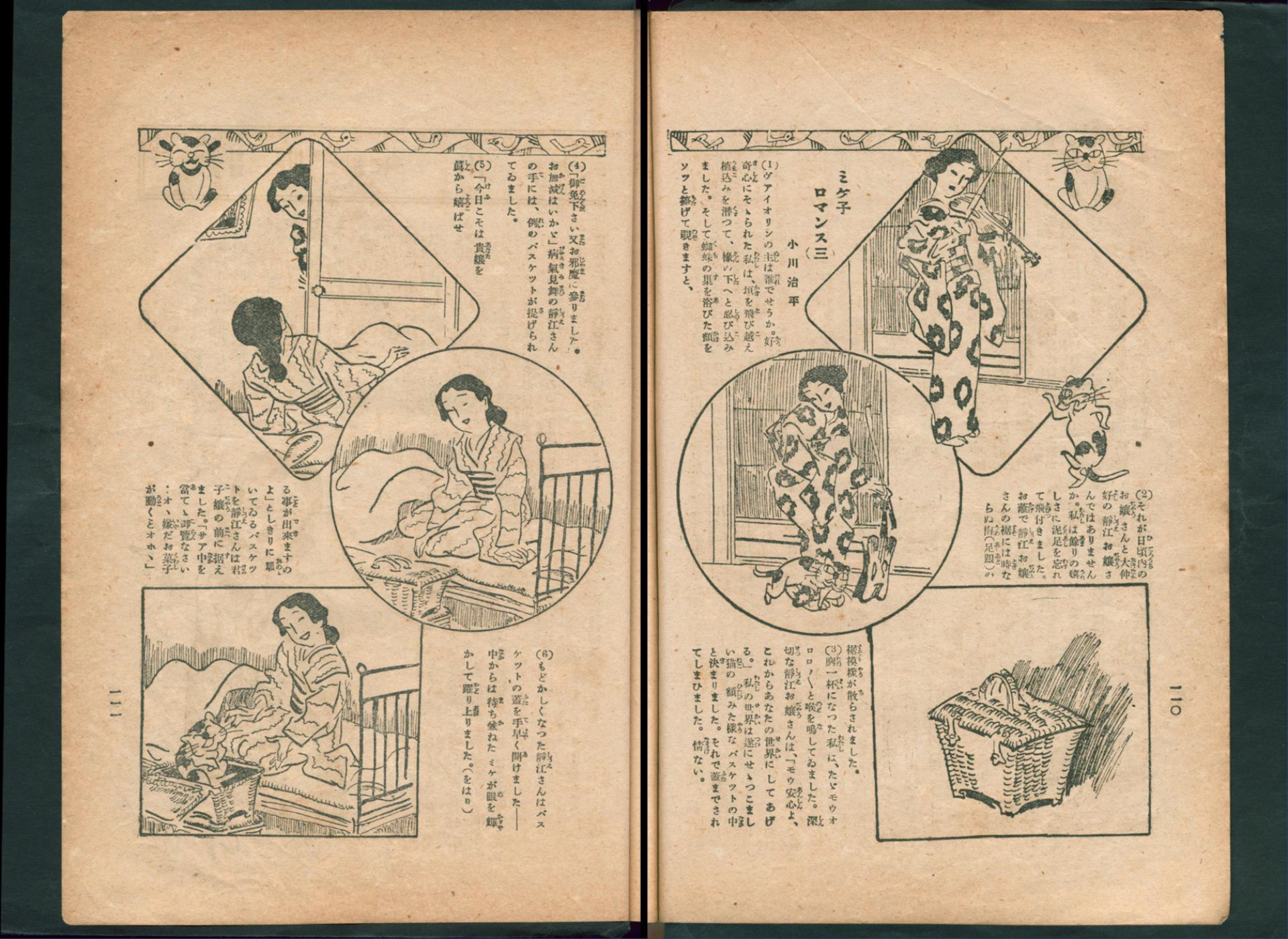
Troisième épisode du manga par Jihei Ogawa, publié en 07 1920 dans le Shōjo gahō.

Les shōjo mangas en sont quant à eux à leurs balbutiements. Ils se déclinent principalement sous forme de courtes histoires humoristiques de quelques planches, prenant place dans les lieux du quotidien — le voisinage, l'école etc.. Bien que sensiblement plus rares par rapport au shōjo shōsetsu ou aux shōnen mangas de l'époque, les shōjo mangas se développent particulièrement dans les années 1930, sous le crayon d'artistes comme Suihō Tagawa et Shōsuke Kuragane ou de quelques rares autrices telles que Machiko Hasegawa et Toshiko Ueda, mettant le plus souvent en scène des filles de type garçon manqué comme protagonistes,.
Katsuji Matsumoto est un peintre lyrique qui exprime de la sympathie pour les moga et la culture des États-Unis ; il devient lassé de représenter des shōjo sages et jolies dans ses illustrations, et s'oriente à la fin des années 1920 vers le manga afin de pouvoir représenter plus librement des moga et des garçons manqués, physiquement voire sexuellement actives. Son style, probablement inspiré d'artistes de comics comme George McManus ou Ethel Hays et du cinéma hollywoodien de l'époque, introduit des innovations formelles et avant-gardistes dans le shōjo manga avec des œuvres comme Poku-chan entre 1930 et 1934 et son style art déco ou encore ？(Nazo) no Kurōbā en 1934, particulièrement cinématographique ; son œuvre la plus célèbre et qui influencera le plus le medium est cependant Kurukuru Kurumi-chan, publiée à partir de 1938,.
Avec le commencement de la seconde guerre sino-japonaise en 1937, la censure et le rationnement du papier étouffent les magazines, qui sont forcés à fusionner pour survivre. Il ne reste alors plus que quelques magazines (41 en 1945), réduits à quelques pages en noir et blanc, où les illustrations se font rares. Les restrictions sont telles qu'à la fin de la guerre, il ne reste que deux magazines shōjo, le Shōjo Club et le Shōjo no tomo,. Il faut attendre la fin de la guerre, en 1945, pour retrouver une situation éditoriale normale. Pourtant, les magazines pour filles doivent faire face à une mutation importante : l'essor du shōjo manga.

### 1945-1970: après-guerre et essor dushōjomanga

#### 1950: structuration dushōjomanga
Avec la fin de la guerre, le peuple japonais peut enfin mettre derrière lui les années de privations et de malheur. Il se rue sur les divertissements, offrant son âge d'or au cinéma, à la radio et aux variétés. Le livre populaire connaît quant à lui une renaissance, grâce à de petits éditeurs implantés dans la région du Kansai. En deux ans, on passe de 41 magazines à près de 400 et entre 1945 et 1952, date de la fin de l'occupation américaine, le nombre d'éditeur explose de 300 à environ 2000. Tous ne sont pas des éditeurs de revues pour enfants mais celles-ci constituent un pourcentage important de l'ensemble. Parallèlement, les librairies de location connaissent un essor important, proposant des livres spécialement dédiés à la location, les kashihon, pour la somme modique de 5 ou 10 yens pour une journée, l'équivalent de la moitié d'un ticket de métro à l'époque. Par ailleurs, cet essor permet l'arrivée de nouveaux talents dans le monde des mangas.

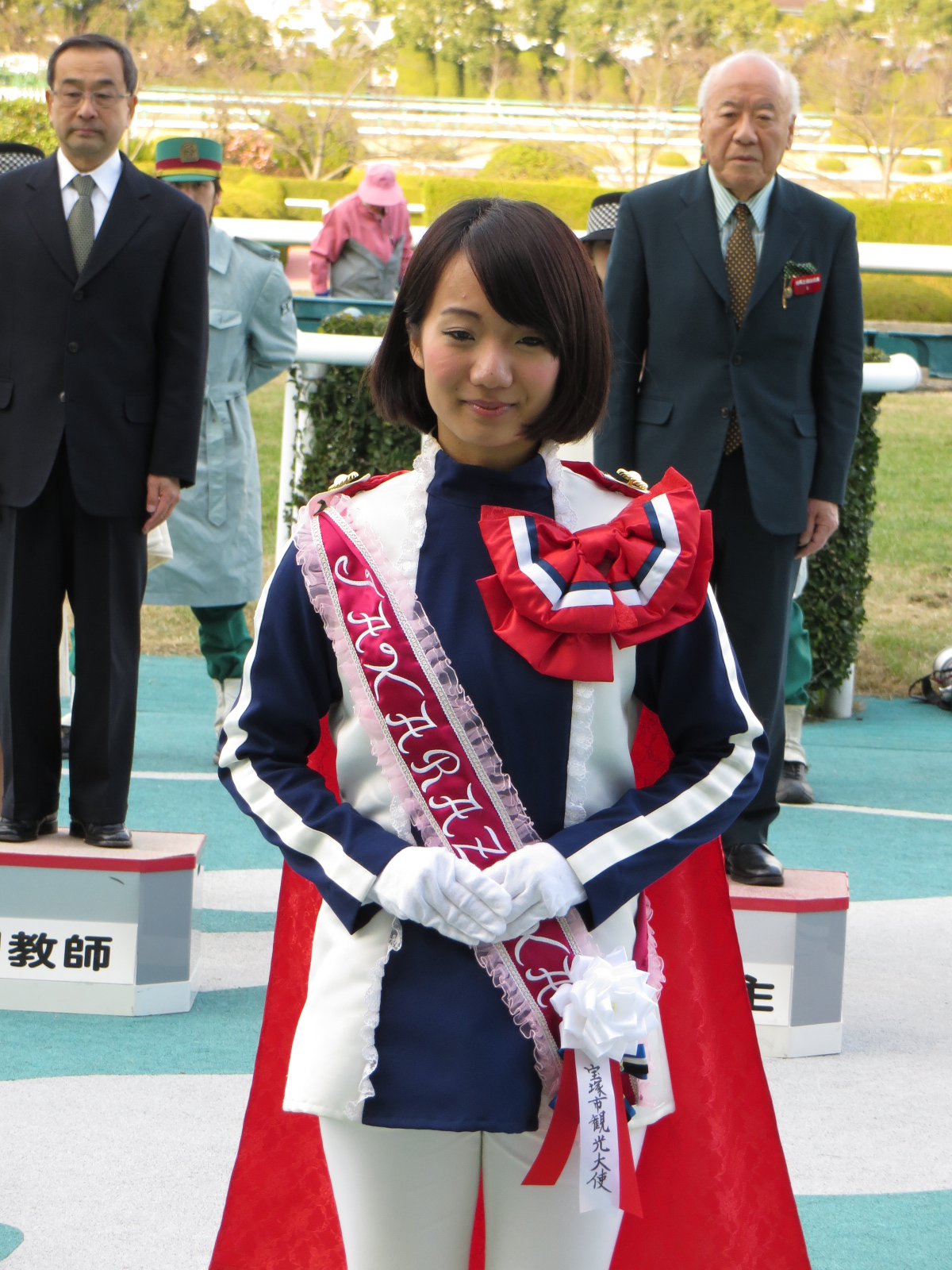
Ambassadrice de la ville de Takarazuka, portant le costume de la Princesse Saphir.

Dans les magazines, les mangakas déjà actifs avant la guerre recommencent à dessiner des séries avec des succès notables, comme Anmitsu Hime (1949-1955) de Shōsuke Kuragane, Fuichin-san (1957-1962) de Toshiko Ueda ou encore Kurukuru Kurumi-chan (1949-1954) de Katsuji Matsumoto, dont la publication s'était interrompue en 1940 avec la guerre ; Matsumoto en profite pour faire évoluer encore une fois son style, qui annonce le style kawaii qui se développera plusieurs dizaines d'années plus tard. De nouveaux mangakas, dont Osamu Tezuka et les autres artistes du groupe Tokiwasō, marchent dans leurs pas en reprenant la figure de l'héroïne garçon manqué, mais ils le font dans un nouveau format déjà populaire dans le shōnen manga, le « story manga », qui propose de longs récits dramatiques plutôt qu'une successions de vignettes plus ou moins indépendantes. L'œuvre emblématique du genre est Princesse Saphir (1953-1956) de Tezuka, qui impose ce type de récit et le style dynamique de l'auteur dans les magazines shōjo,. Ces succès font que la proportion de mangas dans les magazines augmente. Par exemple, s'ils ne représentaient que 20 % du magazine Shōjo Club au milieu des années 1950, ils en occupent déjà plus de la moitié à la fin de celles-ci. Avec une telle augmentation de la part des mangas, ces magazines shōjo deviennent rapidement des magazines de shōjo mangas. Ainsi, en décembre 1954, le mensuel Nakayoshi de l'éditeur Kōdansha est créé, suivi en 1955 par le magazine de Shūeisha, Ribon.
Dans le même temps, les shōjo mangas du marché kashihon se développent eux aussi en prenant une tout autre direction : des peintres lyriques illustrent les couvertures d'anthologies de shōjo mangas. Parmi eux se trouvent Yukiko Tani qui illustre Niji et Macoto Takahashi qui illustre Hana,. Ces deux artistes commencent à créer des mangas, mais au lieu de faire comme Katsuji Matsumoto en s'éloignant des standards de la peinture lyrique, Takahashi et Tani importent au contraire ses codes dans le manga, ce qui résulte en une narration dite « décorative », qui permet de magnifier l'atmosphère des œuvres ainsi que les émotions des personnages plutôt que de se concentrer sur leurs actions,. Lorsque Takahashi dessine le manga Arashi o koete en 1958 pour le magazine Shōjo, son style décoratif fait sensation parmi les lectrices de magazines et est immédiatement repris par d'autres mangakas, éclipsant en l'espace de quelques mois le style dynamique de Tezuka chez la plupart des artistes,. Dans un registre plus sombre, Kaidan est une anthologie kashihon lancée en 1958 qui propose des histoires surnaturelles de yūrei (fantômes) et de yōkai (esprits japonais) qui deviennent de plus en plus bizarres, grotesques et horrifiques avec le temps. Son succès auprès des lectrices impose aux anthologies pour filles de publier elles aussi des histoires à tendance horrifique, posant ainsi les bases de ce qui deviendra le shōjo manga d'horreur.

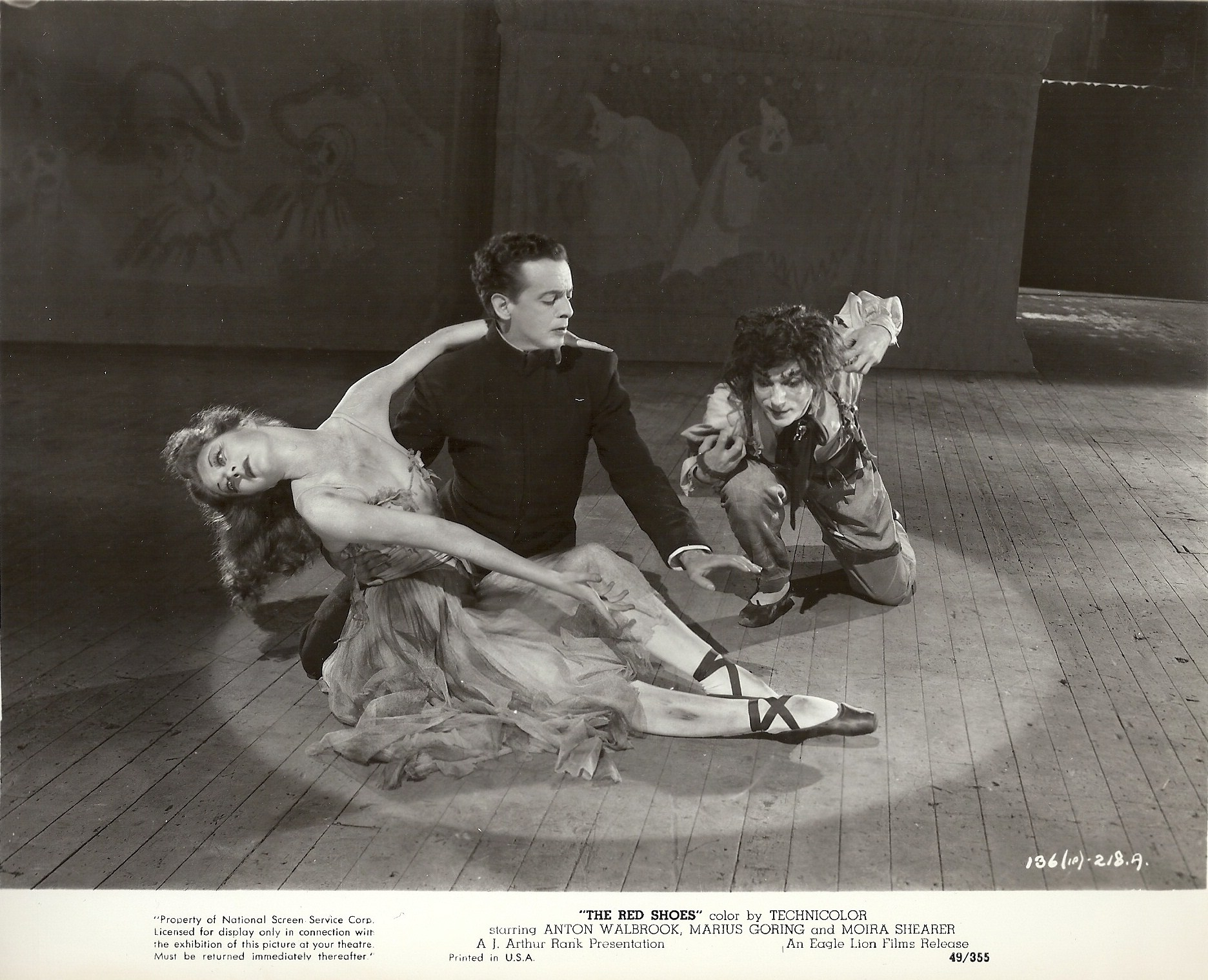
Le succès du film Les Chaussons rouges (diffusé au Japon en 1950) provoque un boom d'articles et de mangas sur le ballet dans les magazines shōjo.

Avec les histoires humoristiques héritées d'avant la guerre, les récits dramatiques introduits par le Tokiwasō et les œuvres de l'étrange qui se développent dans les anthologies kashihon, les shōjo mangas deviennent marquetés par les éditeurs selon un triptyque d'émotions : les 
mangas tristes, les mangas du bonheur et les mangas effrayants, ce dernier type se trouvant essentiellement dans les kashihon mangas,. En outre, deux thèmes majeurs s'imposent : les mangas de ballet qui permettent de faire rêver les lectrices dans un pays en pleine reconstruction, et les mangas familiaux centrés sur la figure maternelle, qui permettent de panser les blessures et de combler les pertes causées par la guerre.
À la fin des années 1950, le manga pour fille demeure principalement produit par des hommes. Parmi ces auteurs, on retrouve par exemple Leiji Matsumoto, Shōtarō Ishinomori, Kazuo Umezu ou encore Tetsuya Chiba. Ces auteurs masculins ont des difficultés à saisir les attentes de leurs lectrices, ils enchaînent alors les tragédies mettant en scène des héroïnes torturées et passives qui endurent l'adversité avec courage, même si certains dessinateurs, comme Tezuka, Ishinomori ou Umezu tentent de dépasser ces clichés avec des héroïnes plus actives,,.

#### 1960: l'arrivée des autrices
Au cours des années 1950, une petite dizaine d'autrices rejoignent Toshiko Ueda avec par exemple Hideko Mizuno, Miyako Maki, Masako Watanabe ou encore Eiko Hanamura, dont beaucoup ont débuté dans le kashihon avec l'anthologie Izumi de Wakagi shobō avant d'intégrer des magazines. Si elles restent minoritaires parmi les créateurs de shōjo manga, les services éditoriaux des magazines se rendent rapidement compte que leurs œuvres sont plus populaires que celles des hommes auprès des lectrices. Au tout début des années 1960, la télévision s'impose dans les ménages japonais et les séries télévisées constituent un sérieux concurrent aux magazines jeunesses ; de nombreux magazines mensuels, d'abord shōnen puis shōjo, succombent et sont remplacés par des magazines hebdomadaires comme Shōjo Friend ou Margaret. Pour satisfaire le besoin en contenu, un système d'école du manga est mis en place par les éditeurs de manga : il s'agit de concours qui permettent de repérer de nouveaux auteurs issus de leurs lecteurs ; les femmes dominent ces concours dans le domaine du shōjo manga et commencent donc leur carrière. La première d'entre elles est Machiko Satonaka, qui a 16 ans voit son premier manga, Pia no shōzō, publié dans le Shōjo Friend en 1964.

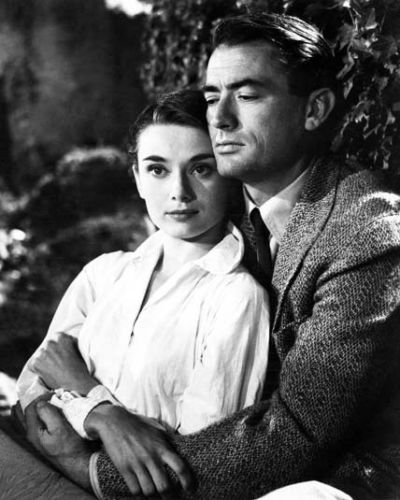
Les films d'Audrey Hepburn, comme Vacances romaines (image) ou Sabrina, ont une grande influence sur les œuvres des autrices de l'époque,.

L'arrivée des autrices permet l'essor des histoires d'amour, un genre que la plupart des auteurs masculins de l'époque n'osent pas aborder. Hideko Mizuno ouvre la marche en adaptant des films romantiques du cinéma hollywoodien ; elle est suivie par des dessinatrices comme Masako Watanabe, Hosokawa Chieko ou Michiko Hosono. Ces histoires, dites roma-kome (comédie romantique), mettent en scène de très belles jeunes femmes, inspirées d'actrices ou mannequins d'Occident, et sont situées en Europe ou aux États-Unis. De son côté, Yoshiko Nishitani tente une nouvelle approche en mettant en scène des héroïnes à l'image de ses lectrices : de jeunes japonaises vivant leur vie d'adolescente ordinaire — amitié, famille, école, et surtout, l'amour — avec par exemple le manga Remon to Sakuranbo ; on parle alors de rabu-kome (de l'anglais love comedy),. Ces histoires d'amour d'abord simples et stéréotypées vont, sous les dessins d'autrices comme Machiko Satonaka ou Yukari Ichijō, s'étoffer et se complexifier, gagnant en profondeur scénaristique et dramatique, avec certaines œuvres qui peuvent s'engager sur des sujets sociaux de l'époque.
Les mangas de Nishitani marquent la multiplication, dans la seconde moitié des années 1960, d'œuvres qui proposent un univers plus proche de la réalité des lectrices. Par exemple Kazuo Umezu, chef de fil des mangakas d'horreur dans le kashihon, débarque en 1965 dans le Shōjo Friend avec La Femme-serpent et défigure littéralement les shōjo, introduisant ainsi de la laideur dans les magazines shōjo jusqu'ici dominés par la beauté. Puis Chikako Urano, avec son manga sportif Les Attaquantes en 1967, impose aux corps des shōjo efforts et sueurs. Enfin c'est au tour de Hideko Mizuno d'introduire des scènes de sexe avec des mangas comme Fire! en 1969.
À la fin des années 1960, le monde du shōjo manga arrive à maturité : les magazines shōjo se sont pour la plupart spécialisés dans la publication de mangas, avec la disparition de la littérature et des articles ; les mangakas sont majoritairement des femmes ; le shōjo possède une identité graphique qui le distingue du shōnen manga ; les anthologies de kashihon disparaissent, leurs talents étant absorbés par les magazines.

### Années 1970: l'âge d'or dushōjomanga

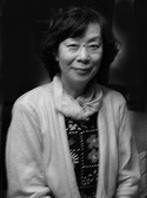
Hagio Moto en 2008.

À l'aube des années 1970, les mangakas dans le domaine du shōjo manga sont à quelques exceptions près des femmes, mais les éditeurs avec qui elles travaillent restent majoritairement des hommes. Les shōjo mangas se complexifient, graphiquement comme thématiquement, en phase avec la révolution féminine et sexuelle. Ce renouveau résulte d'une nouvelle génération d'autrices, nommée rétrospectivement le « Groupe de l'an 24 »,. Parmi elles, on retrouve notamment Moto Hagio, Keiko Takemiya, Ryōko Yamagishi ou Yumiko Ōshima.
Ces autrices vont offrir à leurs lectrices des histoires aux thèmes inédits — la science-fiction, la fantasy, le manga historique, etc. — partageant comme thématique commune, l'amour, et décrivant avec profondeur la psychologie de ses personnages,. Takemiya et Hagio inaugurent un nouveau genre, le shōnen'ai, mettant en scène l'homosexualité masculine, avec les œuvres Sunroom nite (1970) pour Takemiya et Le pensionnat de novembre (1971) pour Hagio. Ces fleurs de l'an 24 vont continuer d'enrichir les codes graphiques, avec des traits plus fins et plus légers, des visages d'une beauté frôlant l'exagération, des pages plus lumineuses, et des cases aux contours éclatés, effacés, voire dépassés.
Ces innovations ne sont pas le seul fait de ce groupe et d'autres autrices, qui s'inscrivent dans la lignée dramatique de Satonaka et Ichijō, participent de cette évolution. Ainsi une autrice comme Riyoko Ikeda avec La Rose de Versailles propose un manga dans lequel le jeu sur le genre, l'homosexualité constitue une des bases du récit. Il est de ce fait une œuvre importante dans le genre des bishōnen, mangas dans lesquels le personnage masculin est androgyne.
Cette époque voit aussi fleurir la tendance du manga otomechikku dans lequel sont racontés les évènements ordinaires de la vie d'une jeune fille et dont les premières traces remontent au début des années 1970. En effet, si le groupe de l'an 24 impose des autrices fortes ayant un discours original, d'autres autrices comme A-ko Mutsu, Yumiko Tabuchi, Hideko Tachikake ou Mariko Iwadate proposent des œuvres plus proches de ce que vivent les adolescentes. D'une part elles racontent des histoires dans lesquelles l'individu et les relations interpersonnelles sont essentielles et d'autres part elles peignent un univers de « robes à frou-frou, chapeaux de paille, de thé et de demeures victoriennes ». Si la base du récit reste la quête de la relation amoureuse hétérosexuelle, elle sert aussi de prétexte à montrer l'évolution psychologique de l'héroïne. Celle-ci est alors l'image de la lectrice qui veut être elle-même. Ce genre connaît son pic dans la seconde partie des années 1970 mais depuis, il reste un élément important du shōjo, d'autant qu'il est l'une des origines du mouvement kawaii,,. Ces shōjo centrés sur la vie d'adolescente et l'univers kawaii s'entrecroisent et deviennent des éléments de la culture des adolescentes avant de se répandre dans la société japonaise.
Non seulement, cette génération apporte un renouvellement profond du shōjo mais elle exerce aussi une influence sur le monde de l'édition. En effet, elles travaillent toutes pour les trois plus grandes maisons d'édition de manga (Kōdansha, Shōgakukan, Shūeisha) ou pour la plus récente Hakusensha, spécialisée dans le shōjo. Ces quatre éditeurs s'imposent comme les leaders du shōjo et gardent cette position dominante dans les décennies qui suivent. En outre, les expérimentations de ces autrices attirent l'attention des critiques de manga, qui jusqu'à présent ignoraient le genre ; ils déclarent que le shōjo est rentré dans son âge d'or et occupe une place centrale dans le monde du manga ; ce coup de projecteur important attire un premier lectorat masculin, qui bien que minoritaire, reste,.
De plus, dans les années 1970, l'édition de séries prépubliées dans des magazines devient progressivement la norme. Or, le genre du  shōjo se prête très bien à cela. En effet, les séries sont le plus souvent brèves et peuvent être relues pour découvrir  des éléments jusqu'alors passés inaperçus. La relecture permet aux jeunes femmes d'assurer ou de questionner leur identité.
En parallèle, des vétéranes de l'industrie comme Miyako Maki ou Hideko Mizuno font évoluer leurs œuvres pour les adapter à leurs jeunes lectrices désormais devenues des femmes adultes. Bien que leurs tentatives restent commercialement infructueuses avec des magazines éphémères, comme Papillon chez Futabasha en 1972, ces premiers travaux sont les prémices du ladies' comics, avant sa consécration dans les années 1980,,.

### Tendances depuis les années 1980
Après la mise en place du shōjo et l'arrivée d'autrices majeures dans les années 1960 et 1970, les années 1980 sont plus une période d'évolution que de révolution. C'est d'abord un changement dans le choix de l'univers des héros qui se remarque. En effet, après-guerre, alors que le Japon se reconstruit, l'étranger est le lieu privilégié des histoires ou bien ce sont des éléments culturels du monde occidental qui sont utilisés. Dans les années 1980, les Japonais redécouvrent leur pays, l'économie est puissante et la magie de l'exotisme passe de mode. Les histoires se passent plus souvent au Japon et la vie quotidienne est un thème plus présent. L'exemple le plus évident est le développement du genre de la comédie romantique et plus particulièrement du gakuen rabu-kome, la comédie romantique dont les personnages principaux sont des lycéens japonais. Toutefois cela ne doit pas masquer le foisonnement de sous-genres dans le shōjo. Entre les magazines où ne se retrouvent que des histoires d'amour hétérosexuelles, ceux spécialisés dans le boy's love ou ceux qui s'adressent aux fans de science-fiction et de fantastiques, les lectrices ont le choix parmi des magazines qui se spécialisent dans une niches. 
Le shojo se caractérise toujours par un récit centré sur la personne et les relations humaines mais perd son aspect enfantin.

#### Leladies' comicset leshōjoadulte

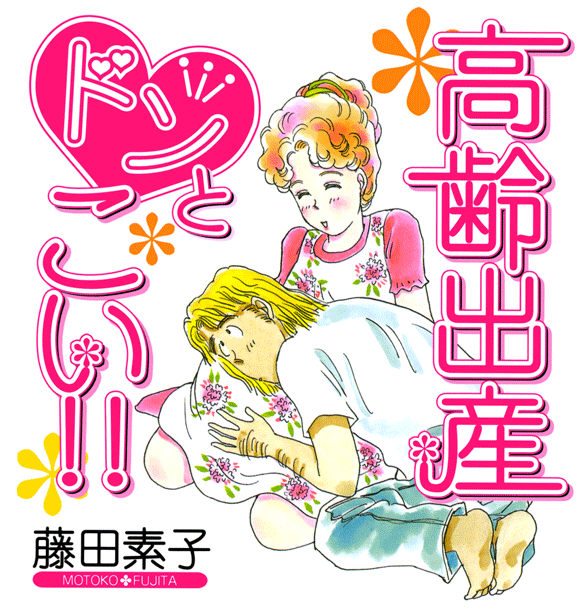
Illustration de couverture du premier volume de Kōrei shussan don to koi!! (2002-2008) par Motoko Fujita, un ladies' comics où l'autrice chronique sa grossesse à l'âge de 43 ans.

C'est durant cette période que les mangas pour jeunes femmes se développent. En 1980 paraît le premier magazine destiné à ce lectorat publié par Kōdansha et intitulé Be Love. Il est rapidement suivi par d'autres comme, entre autres, Feel Young chez Kōdansha, Judy chez Shōgakukan et  You, Young You et Office You chez Shūeisha. Ce genre de manga, nommé le plus souvent ladies' comics ou encore josei manga naît du shōjo et il est parfois difficile de distinguer les deux. La différence essentielle, lorsque se constitue ce genre, tient à l'âge des protagonistes principales. Il s'agit alors de jeunes femmes qui entrent dans la vie active et qui sont confrontées aux mêmes soucis que les autrices. Les thèmes abordés sont donc plus adultes. Entre autres la sexualité y est traitée plus clairement. Or cette peinture du désir et de la sexualité influence en retour les shōjo qui progressivement se libèrent pour aboutir dans les années 1990 à une banalisation de la représentation de la sexualité. Selon l'âge des lectrices, l'évocation de la sexualité sera plus ou moins fréquente et explicite. Les shōjo qui s'adressent aux plus jeunes ne vont pas plus loin que le baiser ; ceux qui s'adressent aux collégiennes abordent plus franchement la sexualité mais celle-ci est très rarement montrée et le plus souvent reste sous les couvertures ; enfin ceux qui visent les lycéennes et les étudiantes sont les plus explicites. Cependant, même dans ceux-ci la sexualité sans être taboue n'est pas une fin en soi et les récits s'intéressent surtout aux relations humaines entre les personnages.
Dans les années 2000 une nouvelle classe d'âge gagne son propre genre car les éditeurs ont remarqué qu'après le lycée, les jeunes filles lisaient moins de mangas et reportaient leur attention sur les magazines féminins. Aussi entre le shōjo et le josei, ils proposent des mangas qui gardent l'aspect mignon des shōjo tout en proposant des histoires plus adultes où la sexualité est présente. Les magazines représentatifs de ce sous-genre se nomment Kiss chez Kōdansha en 1992, Chorus en 1994 et Cookie en 2000 chez Shūeisha et Betsucomi en 2002 chez Shōgakukan. Ces mangas subissent aussi l'influence des dramatiques télévisées et des romans à l'eau de rose.

#### La scène «underground»
À la marge des magazines grand public apparaissent des publications de niche qui s'éloignent des conventions du shōjo manga plus « mainstream ». Ces publications s'illustrent notamment dans l'horreur et l'érotisme.
Certains éditeurs de kashihon survivent en proposant directement à la vente des mangas en volumes reliés sans passer par une prépublication en magazine, ces mangas étant un mélange de rééditions de kashihon et des créations originales ; c'est notamment le cas de Hibari shobō et de Rippū shobō qui proposent d'importantes collections dédiées à l'horreur typées shōjo. Mais ces maisons d'éditions disparaissent à la fin des années 1980 car elles sont remplacées par des magazines shōjo dédiés au genre. Le Monthly Halloween d'Asahi Sonorama ouvre la marche en 1986, rapidement suivi par d'autres titres chez des concurrents. Mais les titres publiés chez les anciens éditeurs de kashihon ou dans les magazines spécialisés vont beaucoup plus loin dans le gore et le grotesque que leurs pendants horrifiques des magazines « mainstream ». Ceci attire les foudres du grand public et des associations montent des procès contre des magazines, notamment sous la charge de « cruauté envers les animaux ».
Quant à lui, le genre du shōjo manga érotique ou de « pornographie douce » voit jour dans les années 1990 sous le nom de teens' love. Construits exactement sur le même schéma que les ladies' comics érotiques ou pornographiques, la seule différence avec ces derniers consiste en l'âge des protagonistes, âgés d'environ 15  à   25 ans. Les magazines teens' love se multiplient chez les petits éditeurs avec par exemple le Shōjo kakumei chez Issuisha ou le Ren'ai tengoku chez Takeshobo, quand l'éditeur Ohzora Publishing développe une large collection de titres en plus de ses magazines ladies' comics. Les éditeurs grand public s'emparent eux aussi du genre en allégeant le contenu. Par exemple des titres teens' love commencent à apparaître dans le Dessert de Kōdansha ou dans la majorité des magazines shōjo de Shōgakukan.
Dans les années 2000, cette scène plus « underground » du shōjo manga — particulièrement le  teens' love — abandonne en bonne partie le format papier pour se tourner vers internet avec l'essor du téléphone mobile au Japon. Lors de la même décennie, un mouvement politique de censure des mangas cherche à bannir le contenu sexuel « nocif » (viol, inceste, pédophilie, etc.) des mangas destinés aux adolescents, ce qui affecte entre autres les magazines de shōjo mangas qui s'engagent dans le teens' love, les contraignant à se réorienter vers un public adulte ou à contrôler strictement leur contenu.

#### Restructurations et cross-média
Dans les années 2000, les éditeurs de mangas féminins doivent faire face à plusieurs tendances : le ladies' comics perd en popularité, les filles préfèrent de plus en plus les séries drama aux autres formes de divertissement, et le marché du manga fait face à un ralentissement généralisé. Les premières réactions viennent des principaux éditeurs de shōjo mangas qui se lancent dans la restructuration de leurs magazines — notamment les compléments — et de leurs collections ainsi que dans le lancement de nouveaux magazines ; la plupart de ces lancements sont des échecs et seul Shōgakukan parvient à pérenniser quelques titres.
En 2008, la maison d'édition Fusōsha, qui est jusqu'à présent absente du marché manga, lance en grande pompe le magazine Malika. La revue se montre particulièrement avant-gardiste ; en plus de publier des mangas d'autrices de renom, le magazine fait intervenir dans ses pages de nombreuses célébrités, parfois étrangères, provenant des milieux médiatiques, de l'illustration et du design et il fonctionne en binôme avec un site web qui propose musiques et histoires complémentaires. Le magazine est un véritable échec et est interrompu après seulement six numéros, mais il illustre une nouvelle tendance dans le shōjo : le marketing cross-média, où les œuvres sont déclinent sur plusieurs médias en même temps.
Les premiers succès dans cette démarche sont les mangas Nana de Ai Yazawa, Lovely Complex d'Aya Nakahara et Nodame Cantabile de Tomoko Ninomiya, qui sont déclinés en films, séries drama et animes, jeux vidéo et de nombreux CD de musique. Cependant que d'anciens succès du shōjo manga, comme Les Attaquantes ou Hana yori dango, reçoivent eux-aussi des adaptations dans le but de les relancer.

#### Lemoedans leshōjomanga
Lors de la décennie 2000, les magazines Asuka de Kadokawa Shoten et Princess GOLD d'Akita Shoten, réputés pour leur ligne éditoriale variée qui met en avant des genres comme la fantasy ou la science-fiction, voient de nouveaux concurrents émerger : Monthly Comic Zero Sum en 2002 chez Ichijinsha, Sylph en 2006 chez ASCII Media Works, Comic Blade Avarus en 2007 chez Mag Garden ou encore Aria en 2010 chez Kōdansha. Ces magazines ciblent ouvertement une audience otaku (les fans de mangas et d'anime) et plus particulièrement les fujoshi et fudanshi (les fans de boys' love) en proposant une esthétique proche des codes de l'anime, de très nombreux personnages bishōnen dans des univers fantastiques, et se jouent volontairement des codes du shōjo manga. Ces titres suivent ainsi les canons du moe, une forme de mignon qui cherche à faire fantasmer et exciter l'audience, ce qui diffère du kawaii, un mignon enfantin et innocent, typique du shōjo manga.
Une autre forme de moe voit le jour dans des magazines de « shōjo manga pour garçons » avec des titres comme Comic High! en 2004 chez Futabasha ou Comic Yell! en 2007 chez Hōbunsha. Outre leur concept antinomique de publier des « mangas pour filles pour garçons », ces magazines jouent sur une esthétique à la fois girly et moe pour tenter d'attirer leur lectorat masculin.

## Analyse stylistique

### Généralités
De l'avant-guerre jusqu'aux années 1950, le shōjo manga, essentiellement écrit et dessiné par des hommes, possède un style similaire à celui des shōnen mangas, destinés aux garçons. Ainsi pendant l'avant-guerre, les mangakas étaient essentiellement influencés par le style moderniste de George McManus, tandis que dans les années 1940 et 1950 le style très dynamique d'Osamu Tezuka s'impose comme référence. Le shōjo manga hérite bien entendu d'une partie de leurs codes, mais son style, qui se développe réellement à partir des années 1960, est essentiellement dérivé de celui du shōjo shōsetsu d'avant-guerre.
Le shōjo shōsetsu est caractérisé par une prose au style « fleuri et émotionnel » qui explore les émotions et le monde intérieur de ses protagonistes. La narration est typiquement ponctuée de nombreux éléments non-verbaux pour exprimer les sentiments des protagonistes ; par exemple Nobuko Yoshiya, cheffe de fil des écrivains shōjo, utilise intensivement des éléments tels que des double points de suspension « …… », des points d'exclamations « ! » ainsi que des tirets « — » en plein milieu des phrases, ces dernières étant par ailleurs distribuées sur la page tels des vers de poésie,.

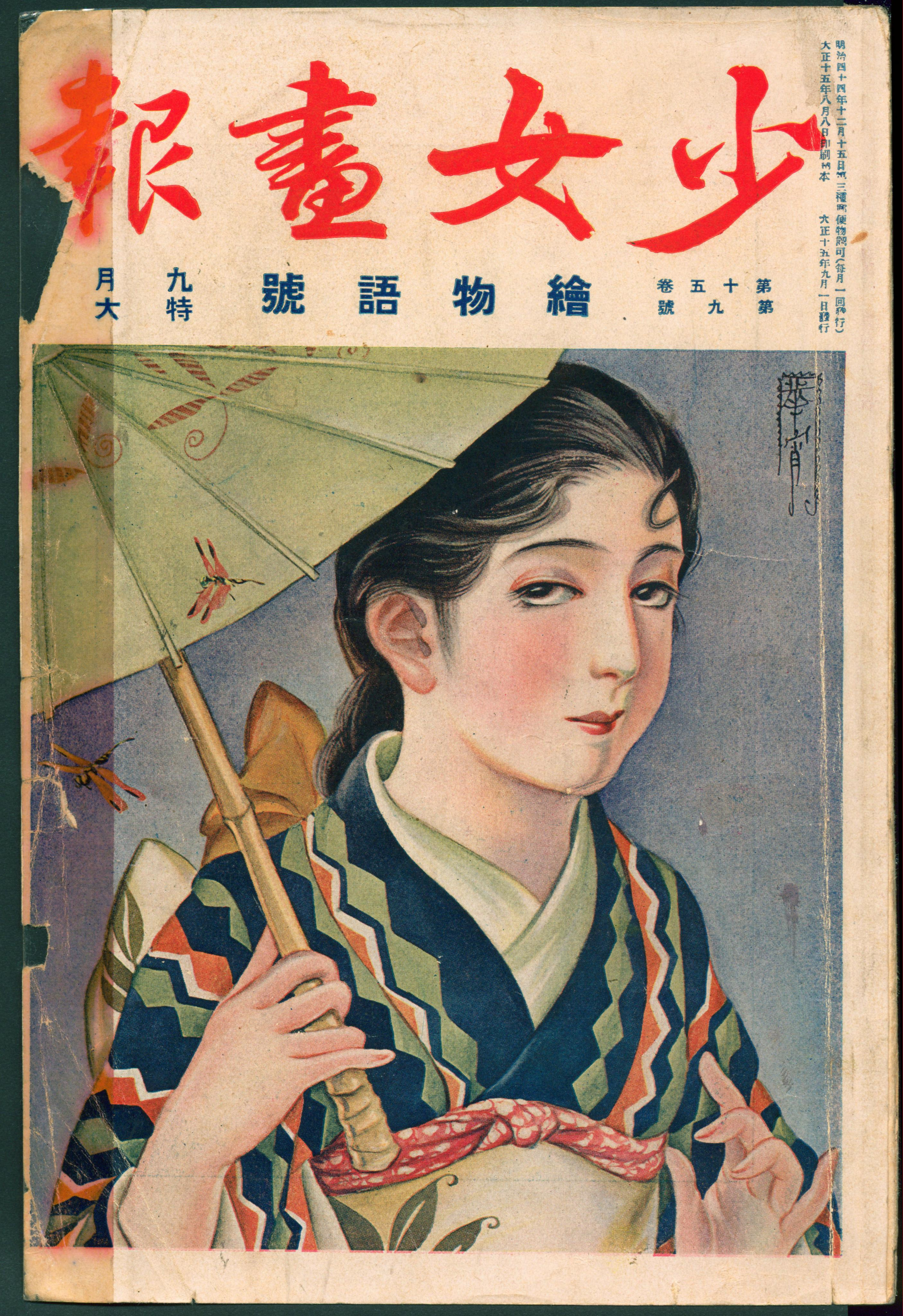
Couverture du Shōjo gahō de 09 1926 par Kashō Takabatake, le peintre lyrique généralement crédité pour l'ajout de rehauts dans les yeux.

Cette prose est accompagnée de très nombreuses illustrations de peintres lyriques. La peinture lyrique mélange Art nouveau et nihonga et est caractérisée par un style sentimental et une représentation de shōjo particulièrement bien habillées avec de grands yeux très détaillés, qui possèdent des rehauts en forme d'étoile par exemple. Jun'ichi Nakahara, l'artiste qui possède la plus grande influence sur le shōjo manga, confectionne aussi des poupées françaises. Il dépeint ainsi ses shōjo avec le corps fin et les grands yeux caractéristiques à ces poupées.
Ce style, à la fois littéraire et pictural, commence à refaçonner le shōjo manga dans la seconde moitié des années 1950 ; il est généralement considéré que Macoto Takahashi, à la fois peintre lyrique et mangaka, est le premier à utiliser ces nouveaux codes dans ses kashihon mangas,,,. Ce style est rapidement reprit par ses contemporains et la nouvelle génération d'autrices des années 1960 et surtout du début des années 1970 avec le groupe de l'an 24 l'enrichissent énormément. Ainsi si le shōnen manga alterne dialogue et scènes d'action les shōjo sont des œuvres dans lesquelles l'expression des sentiments et des émotions ont une place bien plus importante. Pour cela, les autrices agrandissent encore plus les yeux qui permettent, selon la façon dont ils sont dessinés, de mieux faire saisir l'état émotionnel du personnage.

### Mise en page
L'utilisation du cadre des cases est plus libre et originale  dans les shōjo que dans les shōnen des années 1970. Alors que les premiers shōjo d'après-guerre gardaient l'usage classique des cadres, les autrices délaissent ce système pour une mise en page moins contrainte évoquant une cascade. Les cases s'enchaînent de telle façon que le passage de l'une à l'autre est des plus fluides. Cette rupture avec le modèle qu'Osamu Tezuka proposait permet, selon la critique Mizuki Takahashi de mieux s'attacher au texte. Ce dernier est d'ailleurs aussi travaillé grâce aux polices de caractère et à la disposition des dialogues, qui peuvent sortir des phylactères pour exprimer les sentiments des personnages surtout lorsqu'il s'agit de leurs pensées et de leurs souvenirs.
Les mangakas abandonnent donc dans les années 1970 la succession linéaire des cases pour une construction générale de la page. Selon l'autrice Fusanosuke Natsume, les artistes usent beaucoup de l'« encapsulation » (naiō) et de la « stratification » (jūsō) des cases sur la planche. La première technique consiste à insérer des cases se rapportant à un élément entre d'autres qui traitent d'un autre objet. L'exemple donné par Natsume vient d'une page du manga (Watashi ni yasashii yoru dans laquelle trois images d'une jeune fille qui danse entourent une autre image qui est liée aux souvenirs du personnage. La seconde technique consiste à superposer des cases de tailles différentes de telle façon que la lecture et le flux temporel du récit soient hésitants. La construction même de la page a du sens en permettant la saisie instantanée du moment.
Les mangakas disposent de bien d'autres techniques de mise en page pour s'exprimer. La succession de cases classique est abandonnée. Cela permet ainsi un travail sur la temporalité. L'intervalle entre les cases varie, un même moment est vu sous différents angles mais les cases restent liées. Il n'est pas rare non plus que le cadre n'existe plus : le personnage est présenté de face sans décors permettant au lecteur de mieux saisir les sentiments de celui-ci. Le vide devient alors un élément du discours au même titre que l'est le dessin et ce afin de donner un rythme particulier au récit. Ainsi, la composition de la page des shōjo se distingue de celle des autres genres en permettant un jeu sur le temps du récit, une plus grande liberté dans la lecture et en utilisant la page même comme élément signifiant. Depuis, les autres genres ont repris ces codes propres à l'origine aux shōjo. 
Keiko Takemiya, mangaka devenue universitaire, explique que le shōjo manga a pu développer un style si différent du reste de la production manga de l'époque car il était à l'époque marginal et négligé. Aussi les éditeurs laissaient les mangakas dessiner leurs histoires de la façon dont elles le voulaient, dès lors que la réponse du lectorat restait positive.
Depuis ces expérimentations, qui sont devenues des éléments classiques des shōjo mangas, ont essaimé et même dans des shōnen mangas, il arrive que les yeux servent à y exprimer plus vivement les sentiments des personnages et que les cadres y enserrent moins les personnages.

### Les grands yeux dushōjomanga
Le shōjo manga est réputé pour ses « grands yeux détaillés avec des étoiles »,, aussi nommés decame,, qui servent à exprimer les sentiments et émotions des personnages.
De grands yeux ont été dessinés dans le manga tout au long de la première moitié du xxe siècle, notamment chez Osamu Tezuka, qui s'est inspiré du maquillage des actrices de la revue Takarazuka pour concevoir les siens. Une grande étoile centrale, qui remplace l'habituel point pour la pupille commence à apparaître lors de moments clés de l'histoire dans les shōjo mangas de Tezuka ou de Shōtarō Ishinomori vers le milieu des années 1950,, mais ces yeux restent noirs et « plats », c'est-à-dire émotionnellement superficiels.
Au même moment dans les kashihon mangas, l'esthétique des peintures de Jun'ichi Nakahara influence grandement les mangakas, notamment Macoto Takahashi qui cite Nakahara comme sa principale influence artistique. Il reprend les grands yeux de poupée de Nakahara, avec ses nombreux rehauts et longs cils, et expérimente avec pendant quelques années avant de fixer son style d'yeux, combinant plusieurs points et étoiles avec des nuances de couleurs pour l'iris.
Tout à la fin des années 1950, Miyako Maki, une des mangakas les plus populaires de l'époque reprend ce style d'yeux, qui se diffuse alors très rapidement dans les mangas de magazine.
À partir de ce point, les expérimentations sur les yeux fleurissent dans le shōjo manga, avec par exemple des jeux d'ombres ou de cils, l'apparition de cercles concentriques de différentes teintes ou encore des déformations de l'iris, pour par exemple donner un effet scintillant aux yeux, etc.. Cette volonté de détailler les yeux à l'extrême pousse les mangakas à cadrer leur cases sur de gros plans de visages, pour s'assurer que ce que dit le visage et surtout les yeux des protagonistes soit bien lisible pour le lectorat.
Enfin, les yeux servent de marqueurs d'identification et de genre : la ou le protagoniste possède le plus souvent les yeux les plus grands afin que le lectorat puisse plus facilement s'identifier au personnage, cependant que les personnages féminins possèdent typiquement de plus grands yeux que les personnages masculins.

## Principaux thèmes

### Relations humaines
L'un des concepts les plus développés dans les shōjo mangas est celui du ningen kankei, des relations humaines. L'expression recouvre aussi bien les relations sociales entre individus, que les interactions de leurs émotions. Ces émotions sont donc centrales dans la plupart des shōjo mangas, particulièrement celles de l'amitié, de l'affection et de l'amour.
La narration des œuvres est ainsi tournée vers le monde intérieur des protagonistes, où les émotions, sentiments, souvenirs et monologues intérieurs sont exprimés au travers de techniques visuelles idoines, notamment sur les yeux et l'agencement des cases. Lorsque les personnages se confrontent, le mode d'échange privilégié est le dialogue, et non le combat comme dans les shōnen. Dans les deux cas, que ce soit une réflexion d'un personnage ou une discussion, la mise en page, comparée par Rachel Thorn a une « cacophonie visuelle », exprime la force des sentiments.
Yukari Fujimoto considère ainsi que le contenu des shōjo mangas a grandement évolué au fil du temps, car ils suivent l'évolution de la société japonaise, que ce soit sur la place des femmes, le rôle de la famille et les relations amoureuses. Fujimoto constate ainsi que dans les drames familiaux des années 1960, les liens de sang mère-fille étaient primordiaux, avant de perdre en importance dû aux remariages qui deviennent de plus en plus communs à partir des années 1970, tandis que la figure paternelle commencent à avoir une importance à partir des années 1990.
Toutefois depuis les années 1970, alors que les shōjo quittent de plus en plus le monde de l'enfance pour entrer dans celui de l'adolescence, les relations amoureuses deviennent en général plus importantes que les relations familiales ; celles-ci sont le plus souvent de nature hétérosexuelle bien que l'homosexualité ait aussi sa place dans la production des shōjo.

### Genre et sexualité

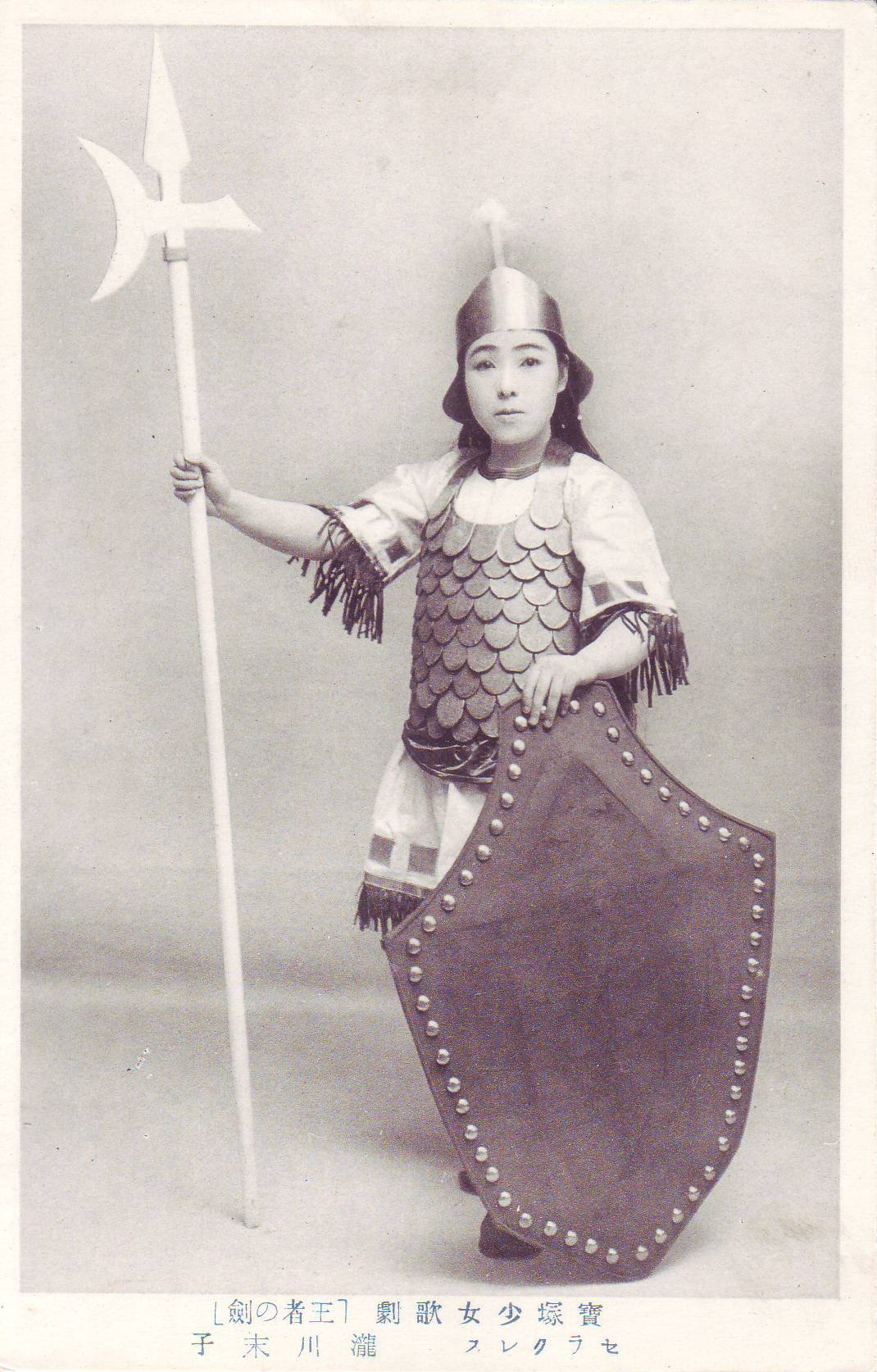
Les fictions guerrières dans le shōjo commencent à apparaître avec la militarisation du pays dans les années 1930, tandis que l'importance donnée au travestissement provient des actrices travesties de la revue Takarazuka, ici Sueko Takigawa en 1924.

Dès ses origines le shōjo manga propose une certaine ambiguïté sur le genre et la sexualité, il s'agit d'un motif récurrent dans l'histoire du genre. Ainsi les protagonistes garçons manqués, dits otenba apparaissent régulièrement dans les shōjo mangas d'avant-guerre. Il existe deux principales évolutions de l'otenba avec la « fille guerrière », que l'on retrouve par exemple dans le manga ？(Nazo) no Kurōbā de Katsuji Matsumoto en 1934, où l'héroïne prend les armes pour affronter un groupe de brigands qui pillent son village, et celle de la « fille travestie » avec par exemple Kanaria ōjisama d'Eisuke Ishida en 1951, où une princesse est éduquée comme un prince. Le manga Princesse Saphir d'Osamu Tezuka, publié en 1953, rassemble ces deux archétypes en un seul, avec une princesse élevée comme un prince qui affronte ses adversaires à l'épée. L'archétype de l'otenba se développe tout particulièrement après la guerre ; le critique Yoshihiro Yonezawa explique ainsi que ce mode de vie y est plus accepté, que l'égalité des sexes, introduit dans la constitution en 1947, devient une réalité et les mangakas inscrivent dans leurs œuvres cette évolution du statut des femmes au Japon.
À partir de la fin des années 1960, l'évocation de la sexualité qu'elle soit hétéro ou homosexuelle se libère. La représentation dessinée s'explique en partie par un respect littéral du code de la censure. En effet, il est strictement interdit de représenter les poils pubiens ou un pénis mais tant que les personnages sont couverts d'un drap et quoi que le récit montre sous celui-ci, les auteurs sont libres. Ainsi, les autrices de shōjo vont pouvoir proposer des récits sexualisés, bien loin de ce qui se trouvait dans les shōjo mangas des origines.
L'évolution de la représentation de personnages féminins va de pair avec la féminisation du métier d'auteur de shōjo et le lectorat. Le shōjo est pensé pour plaire aux jeunes filles. À partir des années 1960, les femmes remplacent les hommes pour réaliser des shōjo alors que ceux-ci se consacrent aux shōnen, dans l'idée que pour comprendre ce que veulent les lectrices, des autrices sont le mieux placées. Cela entraîne que depuis le débuts des années 1970, les shōjo sont quasi-exclusivement écrits par des femmes.

#### Homosexualité

##### Homosexualité masculine

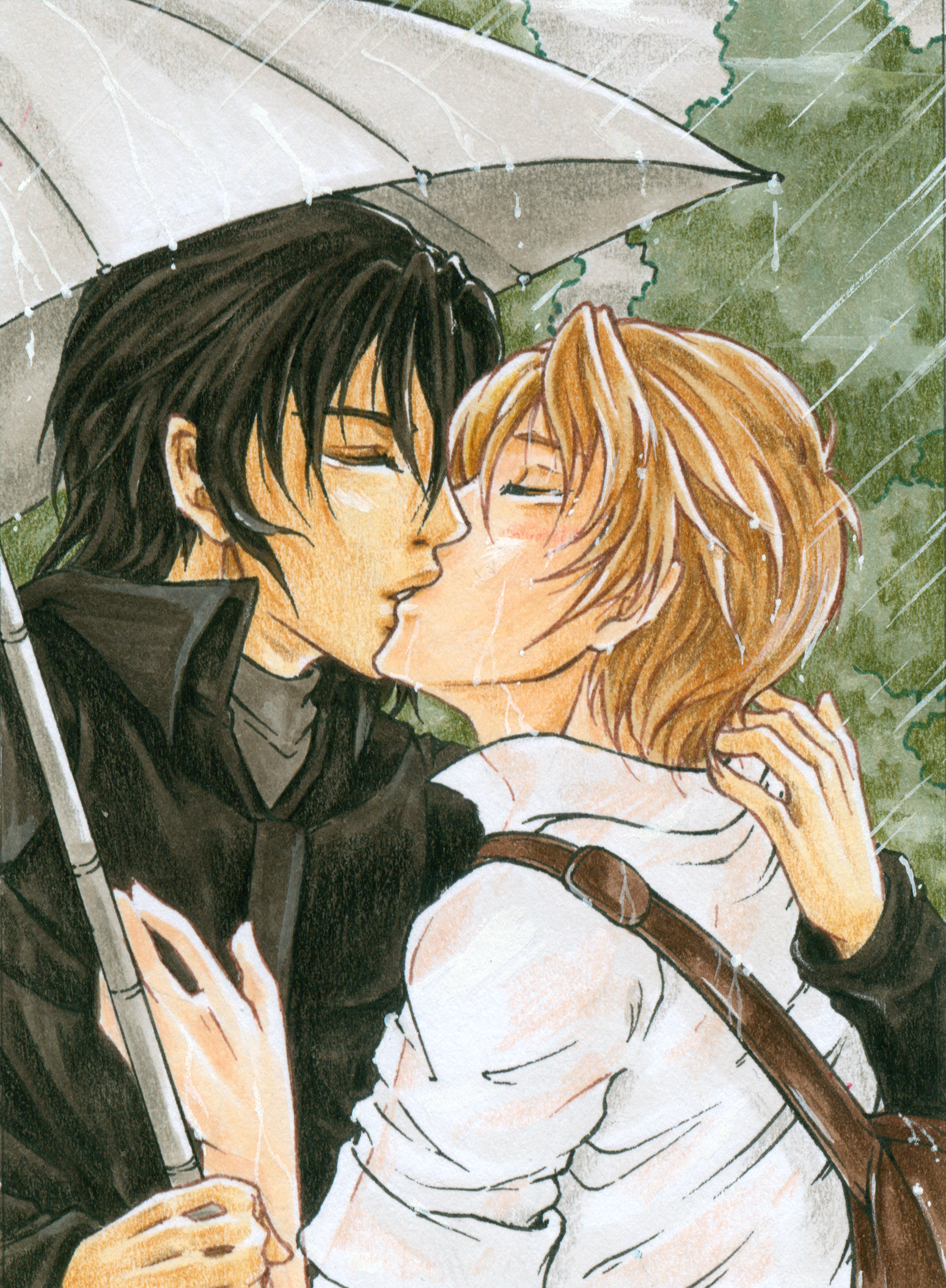
Deux bishōnen qui s'embrassent, situation typique dans une œuvre boys' love.

Bien que cela soit minoritaire, les histoires d'amour entre hommes, nommées boys' love sont présentes dans les shōjo. Celles-ci obéissent à des codes qui en font plus des fantasmes que des représentations de la réalité. Les personnages ont des traits féminins (longs cheveux, grands yeux qui brillent) qui en font des êtres androgynes, des bishōnen, tandis que les lieux et les époques sont le plus souvent éloignés du Japon contemporain. Le japonologue Mark McLelland explique cela par la place accordée aux femmes dans la société japonaise qui se résumerait à celles de la mère ou de la prostituée. La sexualité féminine est niée et les femmes sont destinées à être soumises aux hommes. Les histoires d'amour entre hommes seraient donc une échappatoire à cette fatalité. Cela est renforcé par le fait que ces hommes ont de nombreux traits, physiques mais aussi psychologiques, associés aux femmes. Il est ainsi symptomatique que dans des récits, dans lesquels la représentation de la sexualité est plus explicite, ces beaux jeunes hommes peuvent être victimes des violences sexuelles telles que peuvent les subir les lectrices. Ainsi les jeunes femmes se projetteraient dans ces beaux jeunes hommes androgynes qui peuvent être aimés par un homme et appréciés comme un égal. McLelland cite Ian Buruma : « le rêve des jeunes filles est de fuir autant que possible, sexuellement, émotionnellement, géographiquement la réalité quotidienne » et ces récits d'amours homosexuelles, qui sont aussi un jeu sur le genre, le permettraient. Un dernier élément complète ce jeu lorsque les autrices de ces mangas signent leurs œuvres en employant des termes ou des caractères mêlant le masculin et le féminin.

##### Lesbianisme

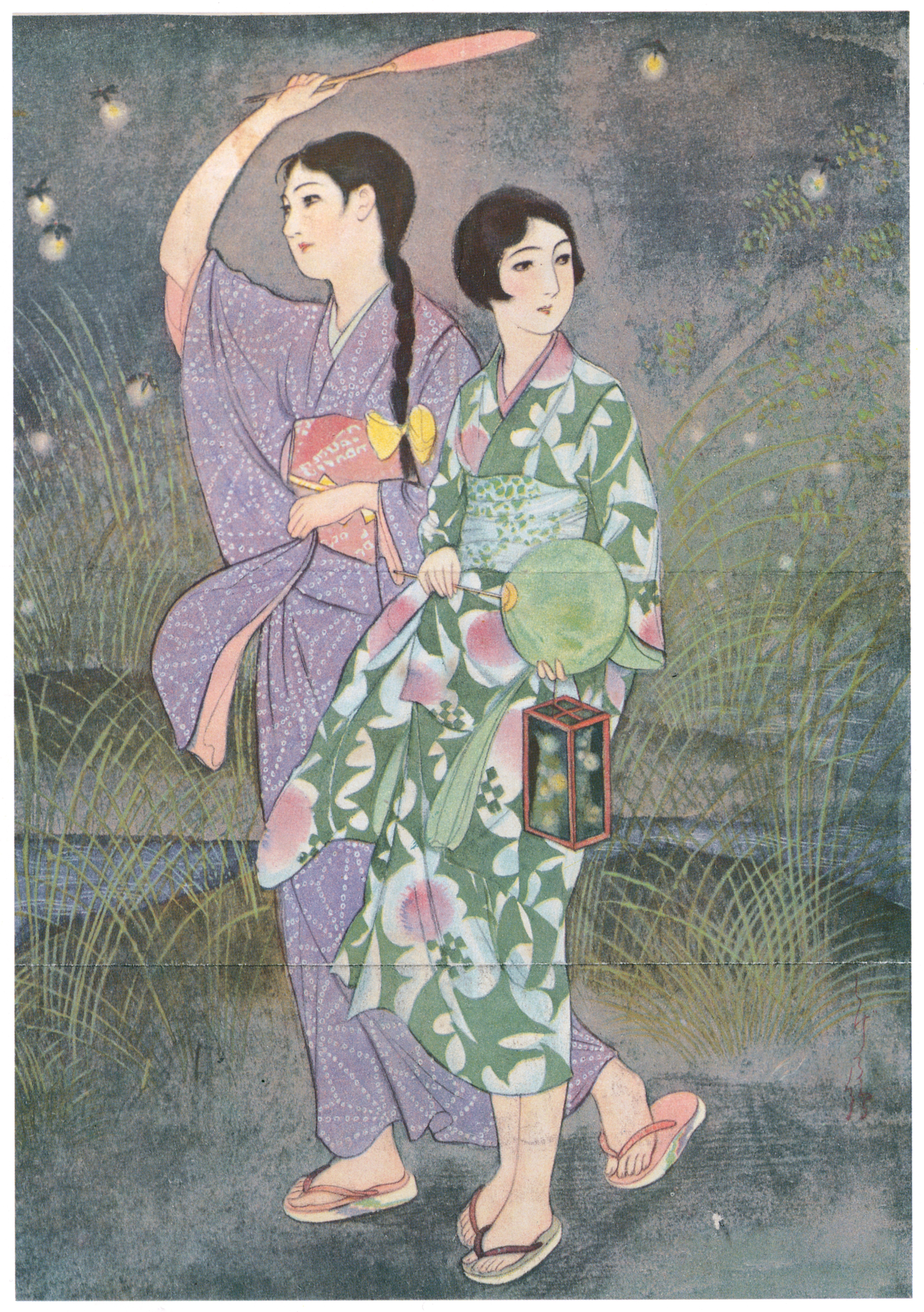
L'amitié romantique entre filles, qui fait écho aux récits esu de la littérature d'avant-guerre, est plus commune dans le shōjo manga que ne le sont les récits lesbiens.

Fraser et Monden dans leur article The Maiden Switch: New Possibilities for Understanding Japanese Shōjo Manga (Girls’ Comics) remarquent la propension des critiques à s'attarder sur les mangas qui questionnent le genre. Cela est d'autant plus vrai que le groupe de l'An 24, par la qualité de leurs œuvres met dans l'ombre toute une production plus conventionnelle jugée dès lors plus superficielle. Or, il existe une importante production de shōjo qui répondent aux rêves des adolescentes. Ainsi, dans les années 1950, les mangas dont le thème était la danse classique sont à la mode et dans les années 1970 et 1980 les contes de fées sont très présents. Surtout l'un des genres les plus prisés depuis les années 1980 est celui du drame romantique avec des lycéennes comme protagonistes. Cette importance de la relation hétérosexuelle, qui est représentatif de la majorité des lectrices, fait que l'homosexualité féminine est très rarement abordée dans les shōjo. Yukari Fujimoto explique cela en développant l'idée que le lesbianisme apporte trop de réalité. Dès les années 1970, il existe quelques mangas dont les personnages principaux apparaissent comme lesbiennes, mais cet amour se résout fréquemment par une révélation que les deux femmes sont en fait sœurs et surtout la fin est quasiment toujours tragique. Les années 1980 ne sont guère mieux loties. Ainsi, l'amour entre deux femmes est voué au malheur. Fujimoto y voit une peur de la sexualité de la part des lectrices — ce qui par ailleurs explique l'intérêt pour les aventures de jeunes hommes homosexuels — et de ce qu'elles sont. Pour se réaliser en tant que femme, l'hétérosexualité est la seule voie. Les héroïnes suivent le modèle de la princesse qui attend son prince charmant, désir partagé par les lectrices qui sont encouragées par ces mangas à ainsi se soumettre au modèle dominant. Enfin, cela correspond à une invisibilisation de l'homosexualité féminine, encore plus importante que la masculine, dans la société japonaise.

### Surnaturel
Le shōjo manga propose de nombreuses œuvres qui versent dans le surnaturel, l'étrange et l'horreur, avec des histoires de yūrei (fantôme), oni (démon) et yōkai (esprit) construites autour des légendes urbaines et du folklore japonais,. Ces œuvres développent un univers féminin, où les principaux protagonistes (monstres, victimes, personnages principaux, etc.) sont typiquement des femmes ou des bishōnen. Ainsi ces œuvres permettent au lectorat féminin d'explorer librement leurs sentiments les plus sombres comme la jalousie, la colère, leurs peurs ou leurs frustrations, qui transpirent moins dans les œuvres généralement plus mignonnes ou dramatiques du shōjo manga grand public.
L'un des principaux motifs de ces histoires est le conflit mère-fille ainsi que la peur ou le rejet de la maternité : des mères qui prennent l'apparence de démons ou de fantôme maléfiques, des filles qui se transforment elles-mêmes en démons à l'image de leur mère, des grossesses impies qui résultent de viols incestueux, des mères jalouses de leur fille ou des filles qui se sentent oppressées par leur mère perdent la raison et tuent l'autre, etc.. Pour expliquer un tel motif, plusieurs auteurs d'horreur, comme Kazuo Umezu ou Ryōko Yamagishi, soulignent qu'au Japon les mères ont tendance à considérer que leur fille est leur possession absolue et leur imposent tout ce qu'elles n'ont pu accomplir dans leur vie,, ce qui selon l'universitaire en lettres japonaises Hiromi Tsuchiya Dollase provoque un vif rejet chez certaines filles, qui se retrouvent alors écartelées entre une recherche d'amour maternel et une volonté de ne surtout pas devenir elles-mêmes mère.
Un autre motif particulièrement présent dans ces mangas horrifiques ou fantastiques est celui de la pression sociale ou de l'oppression qui a lieu dans la société japonaise patriarcale ; elles s'incarnent le plus souvent sous la forme d'un fantôme vengeur ou d'une malédiction qui cible de façon indiscriminée tout membre d'un groupe social (clan familial, classe d'école, etc.) ; l'origine du fantôme ou de la malédiction provient par exemple d'une fille ou d'une femme sacrifiée par un seigneur de guerre médiéval ou encore d'une victime d'ijime (harcèlement). La protagoniste est souvent dotée de pouvoirs surnaturels et agit ainsi telle une miko (une chamane de la religion shintō) ; bien que traquée, elle lève généralement la malédiction en montrant de la compassion pour le fantôme, plutôt qu'en essayant de le détruire.
Enfin les légendes urbaines japonaises, qui se sont particulièrement développées lors des années 1970 irriguent beaucoup d'histoires, où l'horreur peut toucher tout le monde indistinctement à partir de rumeurs et autres phénomènes viraux populaires parmi les collégiennes et lycéennes japonaises. Ce monde est peuplé de yōkai particulièrement graphiques, avec par exemple Kuchisake-onna (la femme défigurée), Hanako-san (le fantôme des toilettes des filles) ou encore Teke Teke (la femme découpée en deux), etc..

### Beauté et mode

#### Historique
Selon la mangaka Sakumi Yoshino le shōjo manga donne une grande importance aux tenues vestimentaires de ses personnages, et par extension à la mode. La relation entre la culture shōjo et la mode s'est constituée dès l'apparition des magazines shōjo lors de l'avant-guerre, où des peintres lyriques, comme Jun'ichi Nakahara, vont jusqu'à proposer des catalogues de modes à l'intérieur des magazines, avec des instructions pour confectionner soi-même les vêtements représentés. Avec l'accroissement du nombre de mangas dans les magazines d'après-guerre, les mangakas remplacent les peintres dans cette fonction : Macoto Takahashi insère ainsi des style-ga dans ses mangas, il s'agit d'illustrations non-narratives qui servent entre-autres choses de gravures de mode. Les style-ga se propagent dans les mangas lors des années 1960 et de nombreuses dessinatrices, comme Eiko Hanamura ou Yukiko Tani, deviennent connues pour leur design de vêtements. Miyako Maki sort tout particulièrement du lot : les vêtements que porte l'héroïne de Maki no kuchibue dans les style-ga sont offerts comme cadeaux de jeux concours ; ses designs servent aussi de matériel de base pour la création de la célèbre poupée Licca-chan en 1967.
À partir des années 1970 le shopping remplace la confection de vêtement chez les adolescentes ; les shōjo mangas suivent cette tendance avec l'apparition d'histoires centrées sur le parcours professionnels de designers de vêtements, cependant que les mangas de la tendance otomechikku insistent particulièrement sur une mode kawaii inspirée du style de la Ivy League ; les magazines de mode féminine tels qu'an an ou Olive reprennent dès lors cette esthétique otomechikku,.
À partir des années 1980 les magazines de mode féminine commencent par ailleurs à publier leurs propres shōjo mangas, avec par exemple des œuvres comme Tokyo Girls Bravo de Kyōko Okazaki ou Jelly Beans de Moyoco Anno dans le CUTiE ou encore Paradise Kiss d'Ai Yazawa et Teke Teke★Rendez-vous de George Asakura dans le Zipper ; ces mangas remettent en avant le Do it yourself des décennies précédentes,.
En parallèle de l'émergence des magazines de modes, la pratique du cosplay et la culture otaku se propagent. Des shōjo mangas s'emparent du phénomène et habillent leurs protagonistes avec des vêtements à forte valeur symbolique, destinés à être cosplayés. C'est typiquement des œuvres appartenant au genre de la magical girl avec par exemple les mangas Sailor Moon ou Cardcaptor Sakura,.
Le secteur de la haute couture s'intéresse au sujet à partir des années 2000, avec des défilés de modes ayant pour thème le shōjo manga, ou encore avec l'apparition de gammes de robes de mariée basées sur des costumes de franchises shōjo populaires comme Sailor Moon.

#### Une modeshōjo
Des chercheuses comme Masuko Honda ou Masafumi Monden constatent une continuité dans la mode proposée par les shōjo mangas et médias associés quel que soit les époques. Ainsi l'on retrouve des caractéristiques communes entre les designs d'avant-guerre de Jun'ichi Nakahara, les shōjo mangas, les magazines de mode des années 1980 et 1990 comme Olive ou encore des marques de vêtements des années 2000 qui se réclament du shōjo comme Milk.
Honda décrit ainsi l'esthétique comme hirahira, c'est-à-dire plein d'accessoires et de vêtements qui volent au vent, comme les rubans, les frous-frous ou les jupes, constituant une mode particulièrement féminine, enfantine et volontairement peu pratique. Cette mode se distingue d'autres modes féminines par le fait qu'elle n'est ni sexualisée ni modeste, elle est au contraire voyante, enfantine et mignonne et couvre les formes du corps.
Monden note par ailleurs deux inspirations majeures, avec d'une part la mode victorienne pour filles, incarnée par la figure d'Alice des Aventures d'Alice au pays des merveilles qui est souvent invoquée par les mangas, magazines et les marques, ainsi que le style du ballet romantique avec son tutu.

## Une communautéshōjo

### Relation entre les lectrices et les éditeurs
Les mangas, au Japon, sont publiés dans des magazines avant de l'être en livre. Ces magazines doivent donc proposer des séries qui plaisent mais aussi faire en sorte que les lectrices achètent régulièrement le magazine. Pour cela d'autres rubriques se retrouvent dans les magazines afin de faire participer les lectrices et de créer une communauté. Cela est particulièrement le cas dans les magazines qui s'adressent aux plus jeunes. Ceux-ci, nommés imōto sont le plus souvent les premiers magazines de manga lus et proposent en plus des pages consacrées à la bande dessinée des pages sur les animes, les jeux vidéo, les jouets, des jeux, des sondages, un courrier des lecteurs, etc.. Grâce à cette interaction, les éditeurs espèrent tenir captives les jeunes lectrices, dont l'âge moyen est de dix ans et les amener lorsqu'elles grandissent à acheter d'autres magazines édités par leurs soins. Si ces techniques marketing sont particulièrement développées dans les shōjo pour les plus jeunes, on les retrouve encore quelque peu dans les onēsan, les magazines shōjo qui s'adressent aux plus âgées.
Les lectrices peuvent donner leur avis sur les séries en cours grâce au courrier des lecteurs et à des sondages. Fort de ces informations, les éditeurs adaptent les séries les plus populaires en animé. Il n'est pas rare qu'ensuite des jeux vidéo, des jouets et d'autres produits dérivés soient proposés. Cela n'est pas propre aux imōto mais il semble que cela soit ici plus systématique.

#### Suppléments
Une autre façon d'attirer les jeunes lectrices et d'éviter que les magazines soient lus par plusieurs consiste à ajouter des suppléments à la revue. Ceux-ci, qui sont souvent plusieurs, sont mis dans un plastique attaché au magazine et peuvent être des autocollants, des posters, des stylos, etc. décorés avec des dessins des shōjo mangas. Le plaisir de lire les shōjo se double de celui de posséder ces petits objets mignons. Ceux-ci par ailleurs servent à assurer la notoriété des séries utilisées pour les décorer. Ainsi les lectrices potentielles sont encouragées à acheter leur propre exemplaire du magazine pour avoir les mêmes gadgets que leurs amies.

Jusqu'en 2002, ces objets étaient en papier ou en carton mais depuis cette date le plastique voire le métal sont aussi utilisés. Le but était toujours d'attirer par cette nouveauté les lectrices et le faible coût de ces suppléments fabriqués en Chine n'entraînait pas de hausse des prix.

#### Vente par correspondance
Les suppléments ne sont le seul moyen d'avoir des objets en lien avec les bandes dessinées gratuitement. Les lectrices peuvent aussi en commander par correspondance grâce à des coupons à découper dans le magazine (les photocopies sont interdites). Ce système n'est pas propre aux shōjo mais c'est pour ce genre de magazines qu'il est le plus présent. Le nombre de ces objets est moindre que celui des suppléments mais lors de périodes particulières (vacances d'été ou fêtes de fin d'année) ils sont plus nombreux. Ils sont gratuits et pour les obtenir il suffit d'envoyer le coupon à l'éditeur avec une somme comprise entre 400 et 800 yens pour couvrir les frais d'envoi variables selon le produit. Il peut arriver qu'il faille deux coupons disponibles dans deux numéros du magazine. Le but de cette vente par correspondance est le même que celui des suppléments, la différence venant surtout de la taille des objets proposés qui ne peuvent tenir dans une pochette attachée au magazine. Cette vente par correspondance fonctionne très bien puisque au début des années 2010, le nombre de coupons renvoyés varie entre 80 et 100 000 chaque mois.

#### Sondages primés
Pour connaître l'avis des lecteurs sur les séries publiées, et cela est valable aussi pour les autres genres de mangas, les éditeurs proposent des questionnaires. Les shōjo, et particulièrement ceux destinés aux plus jeunes, sont ceux qui amènent le plus de réponses. L'intérêt pour la lectrice n'est pas seulement de donner son avis mais aussi de pouvoir gagner un prix. En effet, les premières réponses sont récompensées par un objet qui peut aller des autocollants à un lecteur de CD. Grâce à ces sondages, les éditeurs peuvent faire évoluer les récits, mettre en avant un personnage secondaire ou au contraire cesser une série qui ne serait pas assez populaire. Cela leur permet aussi de savoir quels personnages ou quelles séries peuvent être adaptés en dessin animé ou en produit dérivé.

### Courriers et rencontres
En plus des réponses aux sondages, les lettres des lectrices sont aussi un moyen pour d'une part connaître leurs attentes et pour développer le sentiment d'appartenir à une communauté. Ces courriers adressés aux autrices sont d'abord lus par les éditeurs ; les mangakas en prenant connaissance de ces lettres voient ce qui plaît le plus et, comme les lectrices parlent aussi de leurs vies, elles peuvent aussi avoir une image de leur vie quotidienne.
Certaines de ces lettres sont publiées dans les magazines dans des pages réservées aux lecteurs. On y trouve aussi des dessins, des anecdotes de lectrices ou de mangakas, des questions posées aux autrices ; tout cela mis ensemble renforce les liens entre les deux mondes. 
Enfin, des rencontres avec les autrices ou du moins des visites de la société éditrice sont régulièrement programmées. Elles peuvent être organisées par l'éditeur qui sélectionne une centaine de lectrices pour les faire venir durant les vacances ou être programmées par des écoles qui font un voyage scolaire à Tokyo car une visite d'un éditeur de manga est souvent prévue. C'est une autre façon pour les éditeurs de connaître les goûts des potentiels lecteurs.

### Fabrique des autrices
Les éditeurs de mangas misent sur les lecteurs pour découvrir de nouveaux talents. Ceux-ci sont invités à envoyer leurs mangas aux écoles du manga des magazines pour que des auteurs ou des éditeurs apportent leurs conseils. Ce système n'est pas propre au shōjo, mais cette façon de trouver les personnes qui travailleront demain pour le magazine tire son origine des magazines pour filles d'avant-guerre pour lesquels les lectrices étaient invitées à envoyer des romans ou des nouvelles.
Dans les maisons d'édition de shōjo mangas, ce système est développé pour que dès le plus jeune âge dans les magazines imoto les lectrices participent et qu'ainsi, lorsqu'elles sont adultes elles soient des autrices pour les magazines qu'elles lisaient plus jeunes, cependant que pour les magazines onēsan, il est fréquent que les autrices et lectrices soient exactement de la même génération, les premières dessinant des œuvres qu'elles veulent elles-mêmes lire plutôt que d'essayer d'imaginer ce qui pourrait plaire à leur audience. Ainsi, les autrices sont d'anciennes lectrices et la distance entre les deux s'amenuisent, renforçant le sentiment de communauté.

## Réception à l'étranger

### En France
Le shōjo apparaît dès les années 1970 en France. C'est en premier lieu l'adaptation de Prince Saphir qui est diffusée à la télévision qui donne un avant-goût du genre en 1974. Puis en 1978 l'adaptation de Candy Candy est aussi proposée à l'écran avant qu'en 1982 il soit le premier shōjo publié -partiellement- en France. Suivent la diffusion de plusieurs séries inspirées de shojo avant que ceux-ci soient traduits en français. Ainsi au début des années 1990, sont publiés Sailor Moon de Naoko Takeuchi et des œuvres de CLAMP. Le succès aidant, le nombre de shōjos publié augmente et la catégorisation de ces mangas s'impose avec cependant des variantes avec la catégorie originelle japonaise. En effet, dans les deux pays les shōjos s'adressent à un public féminin et ce sont les éditeurs qui, en fonction de ce qu'ils imaginent être les attentes de ce lectorat, font vivre cette catégorie. Comme les représentations de ce qu'est le public féminin changent d'un pays à l'autre des mangas peuvent passer d'un genre à l'autre : des shōjos japonais deviendront des shōnens en France et inversement. Ainsi En Scène ! de Cuvie est un seinen au Japon et un shojo en France ; le milieu dans lequel se déroule l'intrigue, à savoir la danse, étant la cause de ce changement. À l'inverse Le Requiem du roi des roses d’Aya Kanno est un shōjo à l'origine mais publié dans une collection seinen en France..
Le choix de la publication d'un manga dans une collection destinée aux shōjos ressort donc de préjugés sexistes dont le plus important est la place accordée aux histoires d'amour. Ce faisant, l'image des shōjos en France est appauvrie par rapport à celle qui existe au Japon et des mangas japonais destinés aux jeunes femmes mais sortant de cette thématique ne peuvent trouver le public féminin.